# Мистецтво жити
Мистецтво жити (фр. Un art de vivre) — книга французького письменника Андре Моруа, опублікована у 1939 році.

## Зміст
Книга складається з п'яти розділів: «Мистецтво думати», «Мистецтво кохати», «Мистецтво працювати», «Мистецтво керувати», «Мистецтво старіти», в яких автор зупиняється на важливих аспектах життя людини, досліджуючи їх вплив на формування світосприйняття та суспільних відносин. Як приклади, Моруа згадує пошуки істини Рене Декарта, кохання Жульєт Рекам'є  і Рене Шатобріана, уміння працювати та довгий творчий шлях Гете.
Окрема увага звертається на читання, яке підноситься автором «до рівня вишуканості, що робить його одночасно благородною та корисною справою».
Книга завершується «Листом до молодих», в якому Моруа закликає молодь бути «непохитними і стійкими» та, незважаючи на перешкоди, йти до своєї мрії.

## Переклад українською
Українською мовою в перекладі Маркіяна Якубяка книга вийшла у видавництві Апріорі. Презентація відбулася у Львові 20 вересня 2018 року.

## Сприйняття
Створена на підставі особистих поглядів автора, книга, за оцінками читацької спільноти, є одним з найкращих творів А. Моруа та має переважно схвальні відгуки. Зокрема, у публікації інтернет видання «Українська правда», «Мистецтво жити» представлена як книга «наповнена величезною кількістю базових знань із мистецтва життя», та якою «автор намагається налаштувати читачів на пошук цінності свого існування у світі».